# Richard H. Stallings
Richard Howard Stallings est un homme politique américain né 7 octobre 1940 à Ogden (Utah). Membre du Parti démocrate, il est élu du deuxième district de l'Idaho à la Chambre des représentants des États-Unis de 1985 à 1993.

## Biographie

### Jeunesse et études
Après avoir été missionnaire mormon pendant deux ans en Nouvelle-Zélande, Richard H. Stallings entre à l'université d'État de Weber d'où il sort diplômé d'un baccalauréat universitaire en 1965. Diplômé de l'université d'État de l'Utah et du Colorado College en 1968, il enseigne l'histoire au Ricks College (en) — une université mormone — jusqu'en 1984.

### Représentant des États-Unis
En 1982, il se présente à la Chambre des représentants des États-Unis dans le deuxième district de l'Idaho, un district profondément conservateur qui comprend l'est de l'État. Il est battu de justesse par le républicain sortant George V. Hansen. Il se représente en novembre 1984 face à Hansen, condamné pour violation de règles éthiques au mois d'avril. D'abord donné favori, Stallings voit son avance fondre après les questions autour des finances de la candidate démocrate à la vice-présidente Geraldine Ferraro, qui rappellent les problèmes de Hansen, qui s'estime victime de l'administration. Il remporte l'élection avec moins de 200 voix d'avance sur Hansen.
Il est réélu en 1986, 1988 et 1990,.
En 1992, il candidate au Sénat des États-Unis pour le siège du républicain Steve Symms, qui ne se représente pas. Stallings est facilement battu par le maire de Boise Dirk Kempthorne, perdant certains comtés de la Panhandle plutôt démocrates mais peu favorables aux candidats mormons.

### Après le Congrès
Après sa défaite, il prend la direction d'une agence de logement à Pocatello.
En 1997, le républicain Mike Crapo, qui a succédé à Stallings à la Chambre des représentants, annonce qu'il est candidat au Sénat. Stallings choisit de présenter à sa succession lors des élections de 1998. Il est cependant battu par le républicain Mike Simpson, qui rassemble 53 % des voix contre 45 % pour le démocrate.
De 2001 à 2007, il est élu au conseil municipal de Pocatello. Après avoir également été président du Parti démocrate de l'Idaho, il est à nouveau candidat dans le 2e district de l'Idaho en 2014. Si Stallings dispose de beaucoup moins de fonds que Simpson (28 000 dollars contre 2 300 000), ce dernier dépense une grande partie de cet argent dans une difficile primaire. Le républicain sortant est facilement réélu.

## Positions politiques
Richard H. Stallings est un considéré comme un démocrate modéré, ou conservateur. Il est notamment opposé à l'avortement.